# Arbre de la vida (Bíblia)

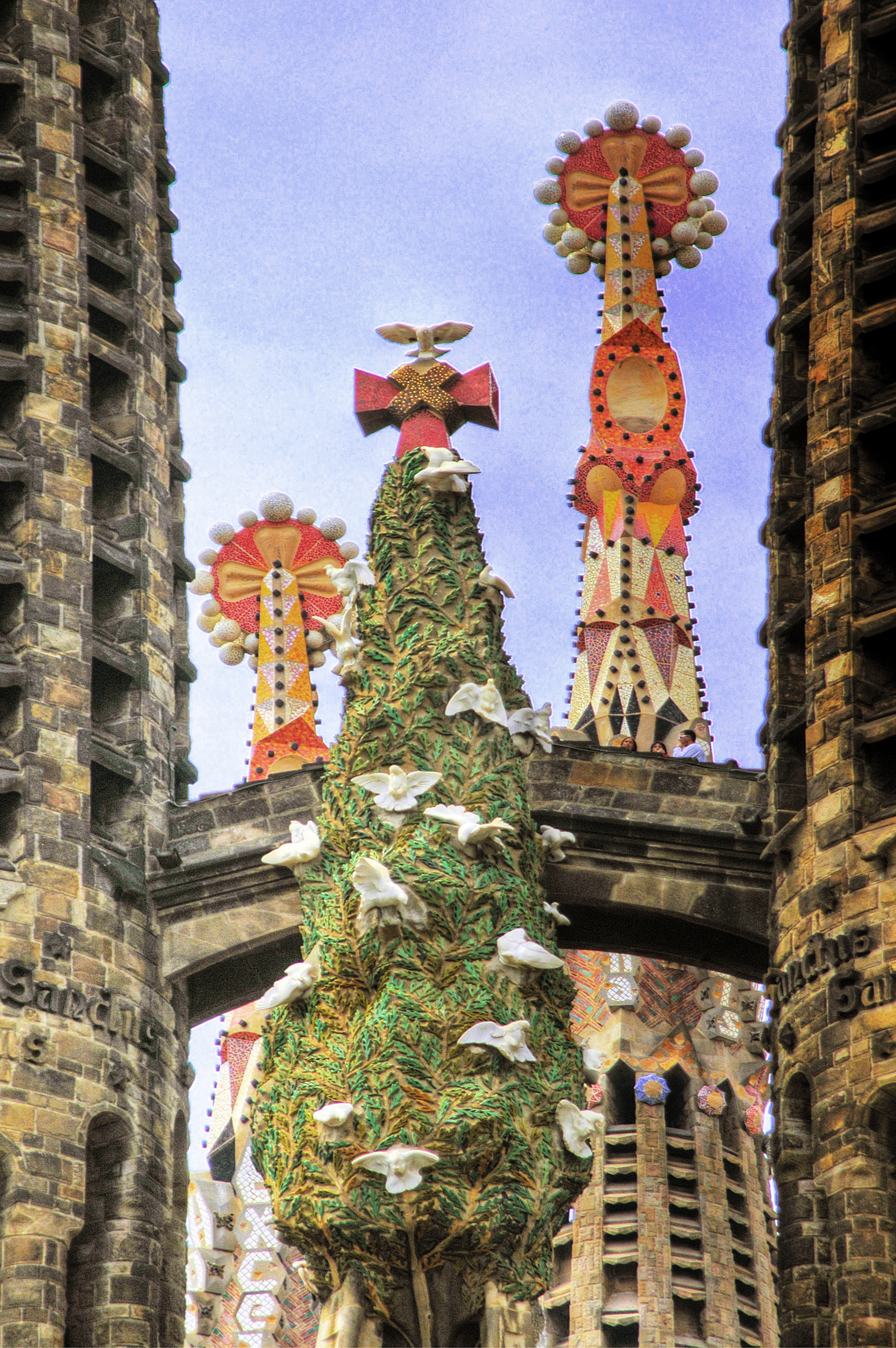
L'arbre de la vida representat com a xiprer a la Sagrada Família de Barcelona.

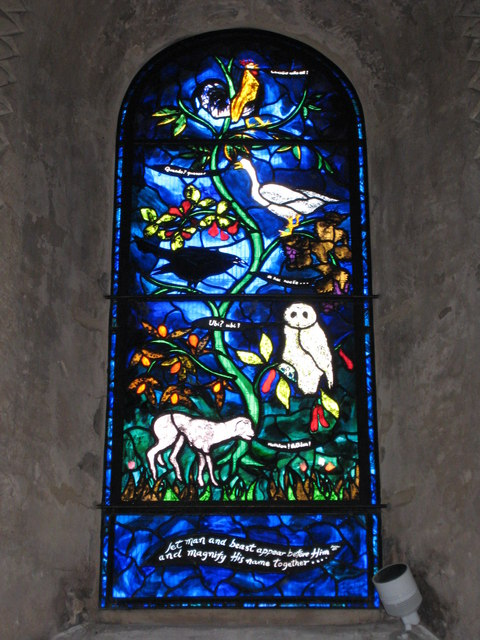
Vitrall de l'església parroquial de St Mary the Virgin, Iffley, Oxfordshire, fet el 1995

En el judaisme i el cristianisme, l’arbre de la vida (hebreu: עֵץ הַחַיִּים‎) apareix per primer cop al capítol 2, vers 9 del Llibre del Gènesi com a "enmig del jardí de l'Edèn" amb l'arbre del coneixement del bé i del mal (עֵץ הַדַּעַת טוֹב וָרָע). Després de la caiguda de l'home, "per no allargar la mà i prendre també de l'arbre de la vida, menjar i viure per sempre", es col·loquen querubins i una espasa flamígera a l'extrem est del jardí per guardar el camí cap a l'arbre de la vida. S'ha debatut si l'arbre de la vida és, o no és o no el mateix arbre, que l'arbre del coneixement del bé i del mal.
A la Bíblia més enllà del Gènesi, el terme "arbre de la vida" apareix a Proverbis (3:18; 11:30; 13:12; 15:4) i l'Apocalipsi (2:7; 22:2,14,19). També apareix a 2 Esdras (2:12; 8:52) i 4 Macabeus (18:16), que s'inclouen entre els apòcrifs jueus.
A l'Apocalipsi grec de Moisès, l'arbre de la vida també s'anomena Arbre de la Misericòrdia. Adam va creure que l'oli de l'arbre de la vida l'alliberaria dels seves dolors i va enviar a Set i Eva a les portes del jardí per demanar una mica d'oli de l'arbre de la vida.

## Nombre d'arbres

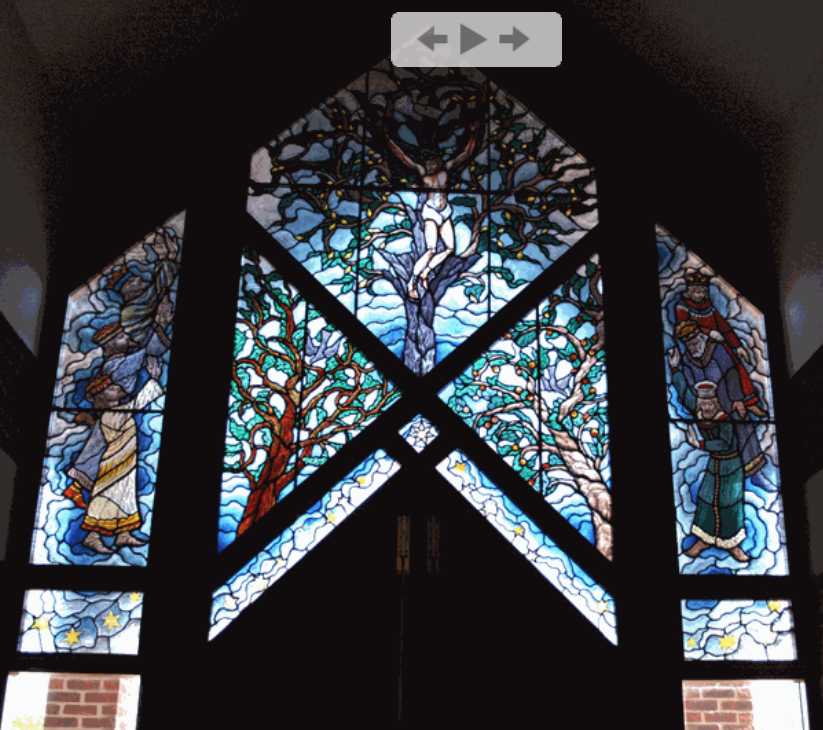
Arbre de la vida a l'església catòlica de St. Teresa's, Beaconsfield, Regne Unit

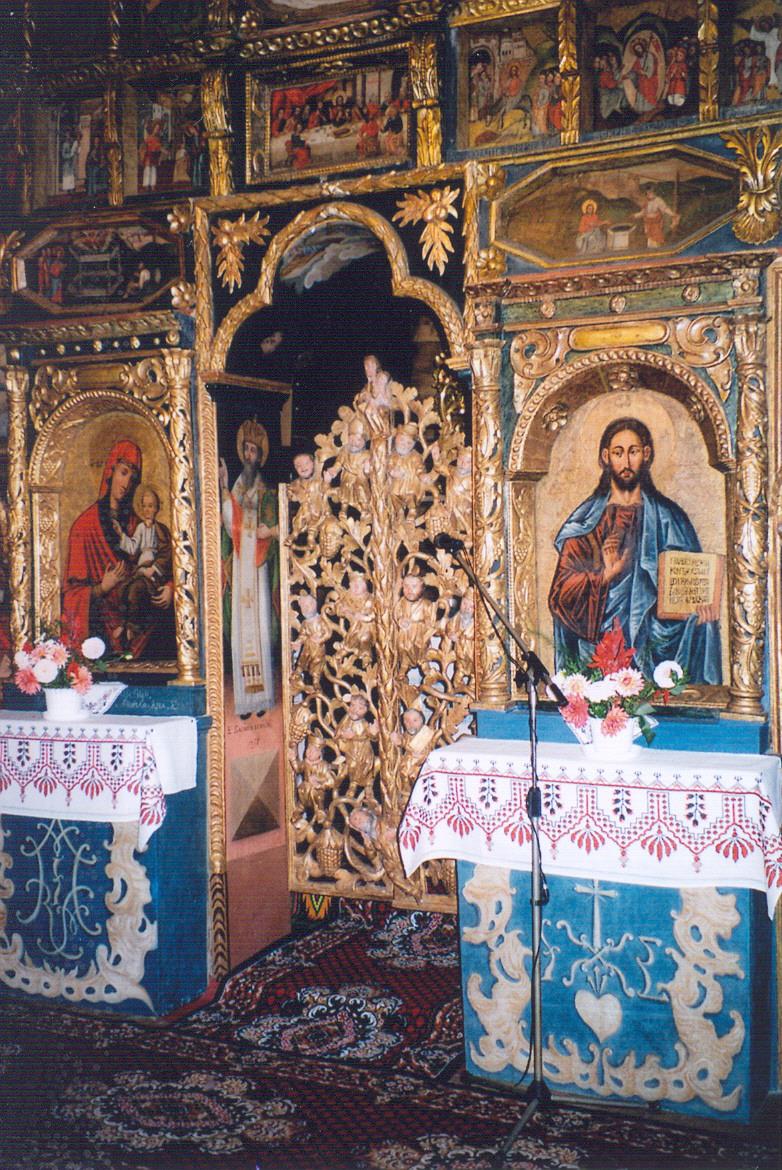
Portes reials daurades tallades per representar l'arbre de la vida (antiga església de fusta a Chotyniec, Polònia).

Karl Budde, en el seu estudi crític de 1883, va proposar que només hi havia un arbre al cos de la narració del Gènesi, i que s'havia representat de dues maneres: una com l'arbre al mig del jardí, i l'altre com l'arbre prohibit. Claus Westermann va donar reconeixement a la teoria de Budde el 1976.
Ellen van Wolde va assenyalar que entre els estudiosos de la Bíblia "els arbres gairebé sempre es tracten per separat i no es relacionen entre ells" i que "l'atenció se centra pràcticament en exclusiva a l'arbre del coneixement del bé i del mal, mentre que l'arbre de la vida a penes rep atenció".

## Cristianisme oriental

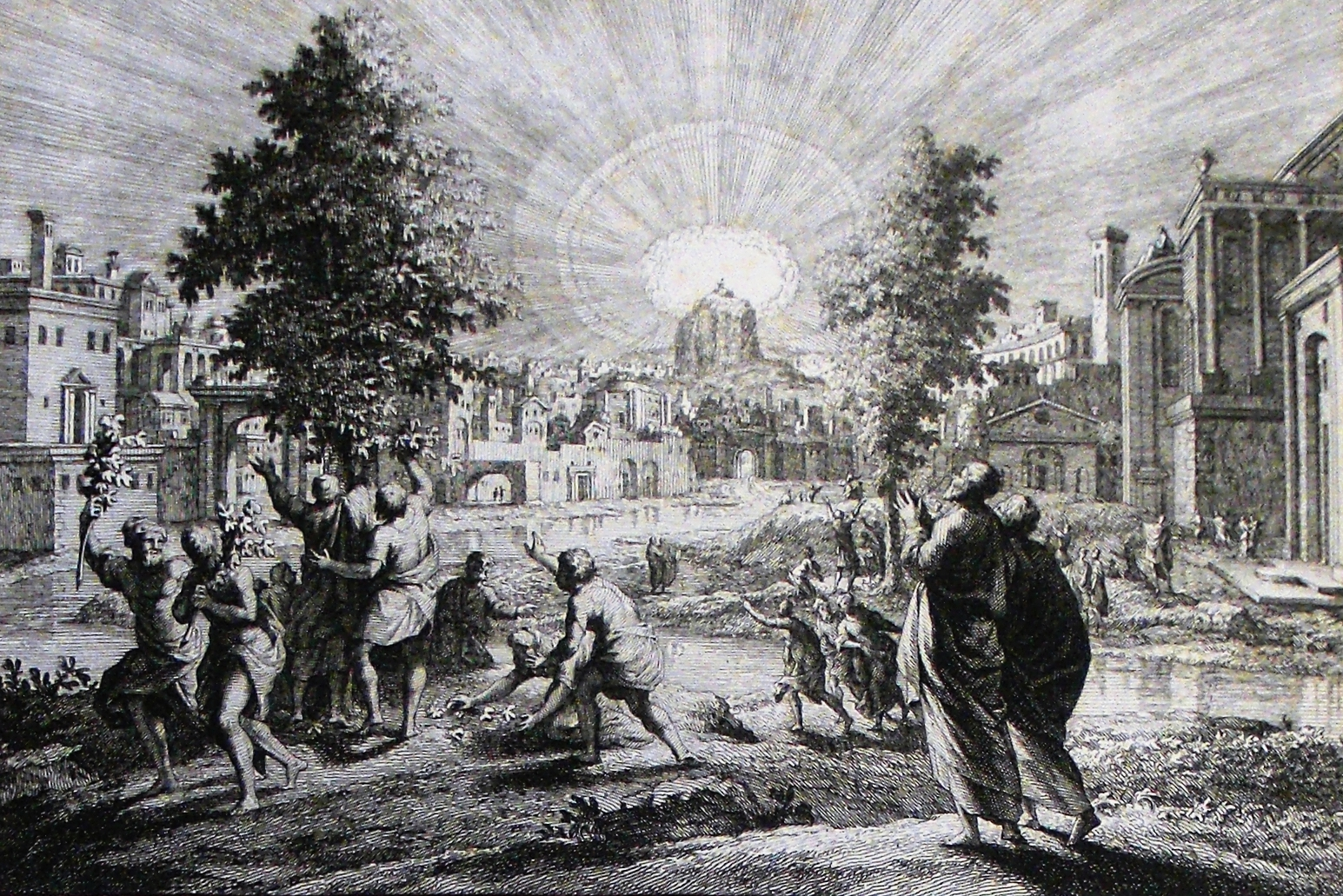
L'arbre de la vida, una impressió de la col·lecció Phillip Medhurst d'il·lustracions de la Bíblia en poder del Rev. Philip De Vere al St. George's Court, Kidderminster, Anglaterra.

L'Església Ortodoxa Oriental ha entès tradicionalment l'arbre de la vida del Gènesi com una prefiguració de la Creu, de la qual la humanitat no va poder participar fins després de l'encarnació, mort i resurrecció de Jesús.

## Judaisme
Segons la mitologia jueva al Jardí de l'Edèn hi ha un arbre de la vida o "l'arbre de les ànimes" que floreix i produeix noves ànimes, que cauen al Guf, el Tresor de les ànimes. L'Àngel Gabriel arriba al tresor i treu la primera ànima que li arriba a la mà. Llavors Lailah, l'Àngel de la Concepció, vetlla per l'embrió fins que neix.

## Càbala
L'arbre de la vida està representat en diversos exemples de geometria sagrada i és central en particular a la Càbala, on es representa com un diagrama de deu nodes anomenats sefirot (sefirah en singular), o les deu emanacions o atributs de Déu. Representa com Déu, el Creador, demostra la seva energia creativa a tot l'univers, a través dels àngels i després als humans. Cadascuna de les branques de l'arbre (sefirot) representa una categoria diferent de força creativa que és supervisada per un Arcàngel diferent. Els creients afirmen que centrant-se en les diferents energies una per una, la gent pot desenvolupar una unió espiritual més estreta amb Déu. La càbala és un mètode esotèric, una disciplina i una escola de pensament en el misticisme jueu.